# リチャード三世 (1995年の映画)
『リチャード三世』（Richard III ）は、1995年製作のイギリス映画。主演はイアン・マッケラン。ウィリアム・シェイクスピアの同名の戯曲を原作とし、時代背景を架空の1930年代に置き換えている。
本作は、ロイヤル・ナショナル・シアターで上演するためにリチャード・エアーが手がけた舞台演出がもとになっている。この舞台で主演したのがイアン・マッケランであった。エアーの舞台演出は、マッケランによって映画向けに改変され、リチャード・ロンクレインが映画監督を務めた。

## キャスト
※括弧内はVHS版日本語吹替。
- グロスター公リチャード（リチャード3世）：イアン・マッケラン（宝亀克寿）
- エリザベス王妃：アネット・ベニング
- バッキンガム公ヘンリー・スタフォード：ジム・ブロードベント
- リヴァーズ伯アンソニー：ロバート・ダウニー・Jr（中田和宏）
- レディ・アン：クリスティン・スコット・トーマス
- ヨーク公妃：マギー・スミス
- エドワード4世：ジョン・ウッド
- クラレンス公ジョージ：ナイジェル・ホーソーン
- ジェームズ・ティレル卿：エイドリアン・ダンバー
- スタンリー卿：エドワード・ハードウィック
- ウィリアム・ケイツビー卿（英語版）：ティム・マッキナリー
- ヘイスティングス卿：ジム・カーター
- リッチモンド伯ヘンリー：ドミニク・ウェスト
- リヴァーズの愛人：トリース・ハンリー（英語版）
- トーマス大司教：ロジャー・ハモンド（英語版）
- ブラッケンベリー：ドナルド・サンプター（英語版）
- リチャード・ラトクリフ（英語版）：ビル・ピーターソン（英語版）
- エリザベス王女：ケイト・スティーヴンソン＝ペイン
- 王太子（エドワード5世）：クリストファー・ボーエン（英語版）
- ヨーク公リチャード：マシュー・グルーム
- 王太子エドワード：マルコ・ウィリアムソン（英語版）
- ヘンリー6世：エドワード・ジュースバリー（英語版）

## 演出
本作では、イギリスの有名な建造物が形にとらわれず撮影に利用され、特殊効果も用いてロケ地の「置き換え」が行われた。そうした使われ方をされたロケ地には以下のようなものがある。
- セント・パンクラス駅：ウェストミンスター宮殿に置き換えられ、エドワード4世の政府所在地となった。
- バタシー発電所：ケントの海岸に配置され、爆撃された軍事基地として用いられた。
- バンクサイド発電所：ロンドン塔に相当する、クラレンス公が収容される監獄に見立てられた。撮影当時、バンクサイド発電所は一部を除いて閉鎖されていた（その後再整備され、テート・モダンとなった）。
- ロイヤル・パヴィリオン (Royal Pavilion) ：海岸の崖の上に配置され、ヘンリーの国外退去の際に登場した。
- ロンドン大学のセネート・ハウス (Senate House (University of London)) ：リチャードの政府所在地として、外観と内部が利用された。有名なアールデコのファサードと、シェル・メックス・ハウス (Shell Mex House) の時計台も、外観のシーンで組み合わされている。

視覚演出の面では、様々なシンボル・制服・武器・車両が、ナチスのプロパガンダ映画（特に『意志の勝利』）や戦争映画に見られるような第三帝国の美意識から取り入れられている。同時に、英米のスタイル（制服や小道具、その他のヴィジュアル・モチーフ）も希釈・混合されている。リッチモンド軍とリチャード軍の戦闘シーンでは、双方が第二次世界大戦中のソ連の戦車（T-55とT-34）を用いつつ、ドイツ・アメリカ・イギリスの車両が混用されている。
リチャードの死の場面では、リチャードに代わりヘンリーにフォーカスが当てられている。リチャードと同様の笑いを浮かべたヘンリーを映し出すことで、ヘンリーもリチャード同様の「悪」であることを印象付けている。

## 評価
本作は批評家から高い評価を受けており、Rotten Tomatoesでは96%の支持を集め、平均点は8.1/10となっている。『エンパイア』では4/5の星を与え、「知的で魅惑的な作品」と評価している。
ジェフリー・ライオンズは本作を「魅力的」、タイム誌のリチャード・コリスは「映画的」とそれぞれ論評している。ロジャー・イーバートは四つ星を与え、本作を傑作映画の一つに選んでいる。

## 受賞とノミネート
| 映画祭・賞           | 部門                                   | 候補                                        | 結果       |
| -------------------- | -------------------------------------- | ------------------------------------------- | ---------- |
| アカデミー賞         | 美術賞                                 | トニー・バロウ                              | ノミネート |
| アカデミー賞         | 衣装デザイン賞                         | シュナ・ハーウッド                          | ノミネート |
| ゴールデングローブ賞 | 主演男優賞 (ドラマ部門)                | イアン・マッケラン                          | ノミネート |
| 英国アカデミー賞     | 英国作品賞（アレクサンダー・コルダ賞） |                                             | ノミネート |
| 英国アカデミー賞     | 英国男優賞                             | イアン・マッケラン                          | ノミネート |
| 英国アカデミー賞     | 脚色賞                                 | リチャード・ロンクレイン イアン・マッケラン | ノミネート |
| 英国アカデミー賞     | 衣装デザイン賞                         |                                             | 受賞       |
| 英国アカデミー賞     | プロダクションデザイン賞               |                                             | 受賞       |
| ベルリン国際映画祭   | 金熊賞                                 |                                             | ノミネート |
| ベルリン国際映画祭   | 銀熊賞 (監督賞)                        | リチャード・ロンクレイン                    | 受賞       |
| ヨーロッパ映画賞     | 主演男優賞                             | イアン・マッケラン                          | 受賞       |